# Partido Ecologista Rumano

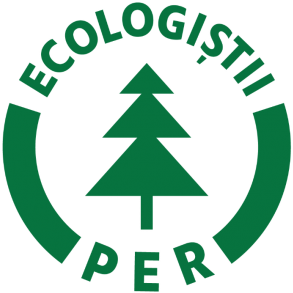
logo del Partido Ecológico Rumano

El Partido Ecológico Rumano (PER) es un partido político de Rumanía, fundado el 16 de enero de 1990 .

## Historia

### Fundación
El Partido Ecologista Rumano fue fundado el liderazgo de Adrian Manolache, quien a su vez se retiró de la dirección el 20 de abril de 1990, cuando la Conferencia Nacional del partido eligió a Otto Ernest Weber como presidente. El PER participó en las elecciones legislativas de mayo de 1990, obteniendo el 1,69% de los votos a la Asamblea de Diputados y el 1,38% de los votos al Senado (8 escaños en la Cámara de Diputados, uno en el Senado). El mayor número de votos lo obtuvo en las grandes ciudades con mayor grado de contaminación, como Brașov (7,1% del total de votos emitidos), Sibiu (6,37%), Alba Iulia (5,34%), Bacău ( 4,43%) o Bucarest (2,45%).
El 26 de noviembre de 1991, el PER participó en la fundación de la Convención Democrática Rumana, junto con los partidos: PNTCD, PNL, PSDR, PAC, UDMR y los partidos civiles del Foro Democrático Antitotalitario de Rumanía (FDAR). Participando en listas conjuntas con el resto de miembros de la alianza, el PER obtuvo, en las elecciones parlamentarias del 27 de septiembre de 1992, cuatro escaños en la Cámara de Diputados.

### Congresos
El primer congreso del partido tuvo lugar el 25 de abril de 1994, se aprobó el Estatuto y el Programa y se eligió la dirección ejecutiva ( Otto Weber - presidente y Anghel Rugină - presidente honorario respectivamente).
En el congreso de Brașov del 8 al 9 de junio de 1996, se adoptaron un nuevo Estatuto y un nuevo Programa y se eligió a los líderes: presidente - Otto Weber, primer vicepresidente - Cornel Protopopescu, presidente honorario - Anghel Rugină, vicepresidentes - Mihai Measnicov, Ioan Baraș, Ioan Roșca, Vasile Ghiga, presidente de la Organización Juvenil - Claudiu Protopopescu.

### Resultados electorales
En las elecciones legislativas del 3 de noviembre de 1996, el PER acudió de nuevo en las listas del CDR, obteniendo dos escaños para diputado y tres para  senadores. En agosto de 2000, cuando se reorganizó el CDR, el PER abandonó la alianza, tratando de conseguir formar un polo ambiental a su alrededor. Este objetivo se logró mediante la creación del Polo Ecológico en Rumania, el 19 de septiembre de 2000, junto con el Partido Verde Alternativo "Ecologistas" y la Convención Ecológica en Rumania.
El Polo Ecológico no logró traspasar el umbral electoral en las elecciones legislativas del 26 de noviembre de 2000, cuando solo ganó 0,93 % de votos a la Cámara de Diputados y 0,99 % de los del Senado. Este fracaso llevó a la formación de un Comité de Iniciativa para la reorganización del partido, compuesto por Cornel Protopopescu, Valentin Vasilescu, Adrian Pânzătescu, Claudiu Protopopescu, Anton Creană, Anghel Mihailescu, Vasile Grecu, Gabriela Bosnejoan y Nicolae Mureșan. En la reunión del Senado del 21 de julio de 2001, se suspendió todo el Buró Ejecutivo, encabezado por Otto Weber, y se estableció un Comité para la organización de un Congreso Extraordinario. El Congreso Extraordinario del 1 de septiembre de 2001 adoptó un nuevo estatuto, un nuevo programa y se eligió a la dirección: Cornel Protopopescu - presidente, Grecu Vasile - primer vicepresidente, Iuliana Dafînoiu - secretaria general. Además, el Congreso estableció la estrategia del partido para el próximo período, en el sentido de crear un partido ecológico único en Rumania, fusionando los partidos existentes. Durante 2002, el Partido Ecológico Rumano inició las negociaciones de fusión con el Partido Verde Alternativo “Ecologistas” y la Convención Ecológica Rumana, y el 1 de marzo de 2003, se llevó a cabo su fusión, en un Congreso Extraordinario. El nuevo liderazgo estaba a cargo de: Cornel Protopopescu - presidente, Dan Hazaparu - presidente del Consejo Nacional, Marius Mateescu - presidente ejecutivo, dos primeros vicepresidentes - Mihail Marinescu, Vasile Grecii, Octavian Ciobota - secretario general y 15 vicepresidentes) El nuevo partido en las elecciones legislativas de 2004, obtuvo un 8-10% de los votos, lo que permitió la participación en el gobierno.
De nuevo en el Congreso Extraordinario del Partido Ecológico Rumano el 5 de junio de 2005 se adoptó un nuevo estatuto, un nuevo programa político y se eligió una nueva dirección: Petru Lificiu - presidente, Octavian Ciobota - presidente del Consejo Nacional, Marius Mateescu - presidente ejecutivo, Viorel Anton - secretario general, 3 primeros vicepresidentes: Dănuț Pop, Ioan Utiu y Vasile Grecu.
En cuanto a los objetivos político-económicos, el PER pretendía luchar por la separación real de poderes en el estado, el desarrollo de la economía de mercado, la promoción de la competencia en todos los sectores de actividad, la reducción de brechas con los países de la UE y el aumento del nivel de vida de los rumanos.

### Cambios y etapa actual
En junio de 2007, Petru Lificiu fue destituido de la dirección del partido debido a su incapacidad para organizar el PER en el período previo a las elecciones europeas de 2007, en contra de lo que prometió y prometió hacer.
Dănuț Pop ocupó el cargo de presidente interino hasta el congreso de febrero de 2008, cuando el presidente del partido fue validado. Ocupó este cargo hasta el 7 de abril de 2008, cuando delegó en el cargo de presidente del Partido Ecológico Rumano a Cristian Jura (secretario general electo en el congreso de febrero de 2008). Sin embargo, Cristian Jura renunció a todos sus cargos y al PER tres meses después, en junio de 2008. En las elecciones locales del mismo año, el PER obtuvo 3 alcaldías (en los condados de Botoșani, Covasna y Constanța ) y 180 concejales, obteniendo los mejores resultados en el condado de Bacău .
En febrero de 2011 PER lanzó el proyecto del Club Ecológico Rumano (CER).

## Críticas al PER
En marzo de 2011, el Partido Ecológico Rumano fue criticado por el Partido Verde por su apoyo al proyecto de minería de cianuro de oro Roșia Montană .

## Presidentes del Partido Ecológista Rumano
- Adrián Manolache (1990)
- Otto Weber (1990-2001)
- Cornel Protopopescu (2001-2005)
- Lificiu Petru (2005-2007)
- Dănuț Pop (2007-presente)